# アフターコロニーの機動兵器
アフターコロニーの機動兵器（アフターコロニーのきどうへいき）では、テレビアニメ『新機動戦記ガンダムW』を始めとするアフターコロニーを舞台とする作品に登場する機動兵器（モビルスーツ (MS) およびモビルドール (MD) など）の機体について述べる。順番は型式番号順。

## アビリティレベル
プラモデルの解説書や設定資料集などの一部書籍で設定された、A.C.世界におけるMSの性能や特性を表現するための数値。以下の五つがあり、それぞれリーオーを基準（レベル100）とした相対値とされる。ただし、テレビアニメ終了後に登場した機体には設定されていない。
- ファイティングアビリティ（格闘戦能力）
- ウエポンズアビリティ（火力）
- スピードアビリティ（機動性、瞬発力など）
- パワーアビリティ（機体の駆動力）
- アーマードアビリティ（装甲強度）

## コロニー側反連合 / Gチーム
各機体の詳細は個別項目を参照。
- XXXG-00W0 ウイングガンダムゼロ
- XXXG-01W ウイングガンダム
- XXXG-01D ガンダムデスサイズ
  - XXXG-01D2 ガンダムデスサイズヘル
- XXXG-01H ガンダムヘビーアームズ
  - XXXG-01H2 ガンダムヘビーアームズ改
- XXXG-01SR ガンダムサンドロック
  - XXXG-01SR2 ガンダムサンドロック改
- XXXG-01S シェンロンガンダム
  - XXXG-01S2 アルトロンガンダム

## OZ→世界国家/OZプライズ/地球圏統一連合軍/ホワイトファング/プリベンター
OZの初期型MSや一部兵器の多くは黄道十二宮にちなんで命名されている(星座であるとする資料も存在する)。これはロールアウト日の宮を当てはめる慣習がOZに存在したことによる。ただし、重複の観点からヴァイエイトのように当てはまらないMSも製造されていく。
| 対応表 | 対応表 | 対応表                  | 対応表 |
| 宮     | 星座   | 機体・兵器              | 備考   |
| ------ | ------ | ----------------------- | ------ |
| 白羊宮 | 牡羊座 | エアリーズ              |        |
| 金牛宮 | 牡牛座 | トーラス                |        |
| 双児宮 | 双子座 | ガンダムジェミナス      |        |
| 巨蟹宮 | 蟹座   | キャンサー              |        |
| 獅子宮 | 獅子座 | リーオー                |        |
| 処女宮 | 乙女座 | ビルゴ                  |        |
| 天秤宮 | 天秤座 | リーブラ                |        |
| 天蠍宮 | 蠍座   | スコーピオ              |        |
| 人馬宮 | 射手座 | サジタリウス            |        |
| 磨羯宮 | 山羊座 | トラゴス キャプリコーン |        |
| 宝瓶宮 | 水瓶座 | ガンダムアクエリアス    |        |
| 双魚宮 | 魚座   | パイシーズ              |        |

このほかに13番目の星座(「へびつかい座」)に相当する機体としてサーペントが存在する。
以下の機体の詳細は個別項目を参照。
- OZ-00MS トールギス/ ( EW版)
  - OZ-00MS トールギスF (敗者たちの栄光)
  - OZ-00MS2 トールギスII
  - OZ-00MS2B トールギスIII（プリベンター所属機）
- OZ-06MS リーオー
  - OZ-06MS リーオー(高機動オプション装備)
  - OZ-06MS リーオー(宇宙用)
  - OZ-06MS リーオー・アーリータイプ
  - OZ-06MS リーオー（MDシステム実験機）
  - OZ-06MS EWACリーオー
  - OZ-06MS-SS1 レオス
  - OZ-06MS-SR2 レオール
  - OZ-06MS-SN3 レオン
  - OZ-06MS ヴァルダー専用リーオーカスタム
- OZ-13MSX1 ヴァイエイト
  - OZ-13MSX1B-S ヴァイエイト・シュイヴァン
- OZ-13MSX2 メリクリウス
  - OZ-13MSX2B-S メリクリウス・シュイヴァン
- OZ-13MS ガンダムエピオン
- OZ-14MS ガンダムアクエリアス

### トラゴス
リーオーをベースに開発された支援用の陸戦特化型MS。機体デザインはカトキハジメ。磨羯宮を名前の由来とする。
トールギスの火力に影響を受けた機体であり、開発はツバロフ技師が担当した。オプションとしてホバーユニットが用意されており、これを脚部に取り付ける事も可能。また、ホバーユニットを取り外せば二足歩行形態となる。二足歩行形態ではホバーでは入り込めない不整地に対応するが、機動性は低下する。
武装・装備
キャノン砲
両肩部に装備可能。これを取り外した設定画も存在する。
ビームライフル
スペックノートで存在が示唆されている。

### エアリーズ
セイス・クラーク技師が開発したOZの空戦用MS。機体名は白羊宮に由来する。カラーリングはOZ一般機が黒、OZ指揮官機（ノイン機）がモスグリーン、地球圏統一連合軍が灰青色。OZ内紛後はデルマイユ派が黒、トレーズ派はルクセンブルク基地の機体は同じく黒で、サンクキングダムの部隊は連合軍と同じ灰青色である。機体デザインはカトキハジメ。
背部に大型のフライトユニットを装備し、飛行時は両脚を収納する簡易変形機構を備える。航空力学的に適した機体形状ではないため、熱核ジェット/ロケットエンジンの大推力によって飛翔している。機動性に目を見張るものがあり、リーオーとともに、トールギスの系譜的な側面もあわせもつ。劇中では増槽を破棄し戦域を全速で離脱するジェット戦闘機を遥か後方から軽々と追いつくほどの機動性を持つ。
地球圏統一連合にはあまり供与されておらず、連合崩壊前はスペシャルズ（連合軍内でのOZの呼称）がなかば独占的に使用しており、本来の色である灰青色より、黒の機体の方が出番が多い。オペレーション・デイブレイク後はOZのMS戦力の一翼として、リーオー主体の旧連合軍を空からの攻撃で圧倒する。戦争前半はリーオーとともに大量に生産・使用されるが、トーラスおよびMDの誕生と共に主力の座から徐々に姿を消していく。
武装
チェーンライフル
手持ち、もしくは両翼のパイロンに懸架して使用する。センサーとグリップは折り畳み可能。
ミサイルポッド
手で保持したり、翼下に懸架される。
ビームカノン
トーラスの兵装。チェーンライフルと同じく、両翼に懸架して使用することも可能。

### キャンサー
OZの水中用量産型MS。カラーリングはOZが赤、地球圏統一連合が青緑色。機体デザインはカトキハジメ。機体名は巨蟹宮に由来する。
水中用の作業用機械をベースに開発された。地上戦を想定していないため脚部を持たない。腕部のハサミによって水中での格闘戦が可能なほか、そこに装填したミサイルによって対空・対地の攻撃も可能。また、ハサミにレーザーカッターを搭載した機体も存在する。頭部側面にはライトが設置されており、水中での作業時に使用される。
武装
魚雷
腕部の魚雷発射管に装填されている。同部位にミサイルを装填する事も可能。

### パイシーズ
キャンサーと共にOZに配備された水中用MS。機体デザインはカトキハジメ。機体名は双魚宮に由来する。
可変機構を有しており、潜水艦に似た巡航モードへの変形が可能。腕部にはマニピュレーターを備えており、作業用としても使用可能。また、これは後方に展開する事でスクリューとしても機能する。キャンサーに比べて汎用性が高い。火力ではキャンサーに劣るが運用の柔軟さで勝るため、作業や特殊任務に多く用いられる。第23話ではサリィ・ポォが連合海軍残党を率いて本機に搭乗、海没したウィングガンダムを回収する。
武装
魚雷
肩部に装填されており、潜水艦を一撃で撃破し得る威力を有する。
パイシーズ用機雷
罠として予め設置可能な機雷。

### トーラス
宇宙戦闘を想定した可変MS。機体名は金牛宮に因む。メカニックデザインはカトキハジメ。
リーオーではガンダムに対し力不足であることから、より高性能の主力機として開発された。無換装で宇宙と地上の両方に対応可能で、飛行形態に変形することで更に高い機動性を発揮する。無人型のMD仕様も試験的に製造され、有人型1機につき3機の割合で連携運用される。リーオーやエアリーズをMS形態においても軽く凌駕する機動性をもち、無人型はパイロットの負担を考慮する必要がないため、一般兵が操縦する有人型を凌駕する加速力と反応速度を発揮する。最大3機のトーラスを搭載可能な専用輸送船「トーラスクルーザー」も用意されており、搭載機のプロペラントを消耗せずに長距離を移動することができる。
機体色はOZ正規軍仕様が黒、サンクキングダム仕様が白、ホワイトファング仕様が赤茶色と、勢力ごとに塗り分けられ区別されている。OZにおいてはのちのビルゴに主力の座を譲るが、その性能と生産性から他勢力でも運用が継続される。機動性に関してはビルゴを上回り、ホワイトファング機はその加速力と物量を生かし、デルマイユ率いるビルゴ部隊を圧倒している。OZ宇宙軍においては、ホワイトファングにより月面基地とビルゴの大半が接収されて以降は、本機が主力機に戻っていた。有人型は劇中ではルクレツィア・ノインがおもに搭乗し、当初OZ正規軍仕様機、OZ脱退後はサンクキングダム仕様機に乗り換えて、後発の高性能量産機と互角以上の戦いを行う。ほかにも、カトル・ラバーバ・ウィナーがサンクキングダム防衛戦で、記憶喪失時のトロワ・バートンも本機を使用する。
設定段階ではノインが搭乗者として想定されており、彼女の（当初の）イメージ 「シャープ」を表現すべくデザインされた。実際はノインより険しい性格のレディ・アンが先に搭乗し、ノインはより母性的なキャラクター設定になったという顛末があった。
武装
ビームライフル
取り回しと連射性に優れたカートリッジ式の火器で、小型ながらも一撃でリーオーを撃破できる。飛行形態時は背部に懸架される。
ビームカノン
機体の全長近くに達する大型ビーム砲で、長射程とガンダニュウム合金を溶解可能な威力を有する。MS形態での非使用時は背面に、飛行形態では上面に懸架される。MS形態での発砲時は両手で支持し、右手で引き金を引く方式をとる。本来は宇宙用の装備で、大気圏内で使用するには調整が必要となる。劇中ではエアリーズやリーオーなどほかの機体が使用する場面がある。シェンロンガンダムもビクトリア基地襲撃時にエアリーズより奪い取ったビーム砲を使用し、緊急避難中のトーラスを輸送機ごと撃墜する。
設定資料集などには「トーラスカノン」と表記されているが、劇中では「ビーム砲」「MDトーラス専用ビーム砲」とも呼ばれている。また、『スーパーロボット大戦シリーズ』などのゲームでは「ビームキャノン」と表記される場合がある。
レーザーガン
高指向性のレーザーを発射する銃で、プラネイトディフェンサーの防御フィールドを突破可能。バルジ攻防戦では、WF軍のビルゴ対策として同要塞のトーラスが使用するが、調整不足から数発でオーバーヒートを起こす。
ビームサーベル
サンクキングダムでカトルが搭乗した際に使用（カトル本来の乗機であるガンダムサンドロックと同様、二刀流で使用）。ビルゴを一撃で両断した。

### ビルゴ
ツバロフ技師長の主導のもとで開発された量産型MD。メカニックデザインはカトキハジメ。機体名は処女宮に由来する。
ヴァイエイトとメリクリウスを踏襲した機体構造に、トーラスのMD技術やガンダニュウム合金製装甲を採用したことで、リーオーを凌駕する総合性能を発揮する。有人機の指揮を必要とするトーラスとは異なり、無人機のみでの運用が可能となっている。
オペレーション・ノヴァ発動と同時に大量に生産・配備され、OZ月面基地を制圧したホワイトファングも、基地の工場施設から接収した本機を運用する。
武装
ビームキャノン
ヴァイエイトの装備を小型化することで、運用性と機体の運動性を高めている。発砲時は右肩に搭載されたビームジェネレーターの円形状パーツが露出し、高速回転してエネルギーを発生させる。
プラネイトディフェンサー
性能はメリクリウスのものと同等であるが、搭載個数の削減によって防御面が狭まっているため、3機一組で運用することでこれをカバーしている。

#### ビルゴII
ホワイトファングが、OZ月面基地内のMD生産プラントから接収したビルゴの後継機をもとに、宇宙での対MS戦用に製造した機体。
バックパックの搭載によって機動性が向上し、武装面においても取り回しなどを考慮した改変がなされている。機体カラーはオーカー（黄土色）を基調とするが、OVAおよび劇場版『Endless Waltz』ではビルゴに近い黒系の機体も登場する。
武装
メガビーム砲
圧倒的な破壊力を有するオプション装備で、使用時はバックパックからエネルギーを供給する。
ビームライフル
バックパックに計2基格納されるカートリッジ式ライフル。取り回しはメガビーム砲よりも優れる。
ビームサーベル
肩部装甲の内側に格納される。
プラネイトディフェンサー
両肩に計8基増設され、背面や下面もカバー可能な防御面積を得ている。
劇中での活躍
アニメ第44話にて、ドロシー・カタロニアがリーブラに特設されたゼロシステムを使用し、ビルゴII多数を組織的に指揮してガンダム側に対し攻撃を仕掛ける。しかし、ガンダムサンドロック改のゼロシステムにより、ガンダム側もカトルを中心として組織的戦闘を行い、全滅させられる。
OVA・劇場版『Endless Waltz』では、MO-IIIに多数が残存しているとレディ・アンが示唆する。起動すればかなりの戦力になるはずであるが、かつてホワイトファングでこの機体を戦力として運用したゼクス・マーキスがかつての過ちを繰り返すだけという理由で反対し、実際には起動されない。小説版および漫画版では、レディの発案によってウルカヌスにあるビルゴ3が投入される予定だった。『敗者たちの栄光』では、エピオンからコピーしたゼロシステムがインストールされ、戦闘能力が高められる。

#### ビルゴ3
漫画『新機動戦記ガンダムW BATTLEFIELD OF PACIFIST』に登場。公式設定ではビルゴIII（ビルゴスリー）とも呼ばれる。
P3（パーフェクト・ピース・ピープル）が、死亡した元OZのMD開発責任者ツバロフが遺したデータを基に開発した機体。プラネイトディフェンサーは2基に減らされているが、出力が強化されたことでビルゴII以上の防御力を得ている。

#### ビルゴIV
小説『新機動戦記ガンダムW Frozen Teardrop』に登場。AC時代で大量製造されたビルゴIIIを、火星用に改修した機体。なお、型式番号や機体の外観はビルゴIIに戻っている。機体自体はほとんど手が加えられていないが、武装は大幅に強化されており、ウイングゼロのツインバスターライフルとほぼ互角の威力を持つ長銃身の大型ビームライフル、プラネイトディフェンサーの改良型「ネオ・プラネイトディフェンサー」を装備しており、攻防両面でかなりの高性能を誇る。

### ハイドラガンダム
『新機動戦記ガンダムW デュアルストーリー G-UNIT』、ゲーム『ガンダム・ザ・バトルマスター2』に登場。
デザインはビークラフト(現アストレイズ)の阿久津潤一が担当。宇宙から悪いガンダムが襲来するというガンダム作品企画のために興されていたデザインを転用したもので、3mの宇宙人や、『機動戦士ガンダム』に登場するジオングがモチーフとなっている。
設定解説
地球に降下した5機のガンダムの対抗兵器として開発された精神感応型可変高機動試作MS。開発はドクター・ペルゲによって行われた。脚部を折り畳むことで高機動モビルアーマー形態への変形が可能。その際は下半身全体が推進器として機能し、さらなる高機動戦闘が可能となる。また、パイロットの精神と直結した脳波コントロールを採用しており、センサーシステムで空間的に敵の位置を把握でき、FCSを介さず意識を向けるだけで攻撃が可能。また、頭部自体も本来のものに加えて、左右と後頭部に顔を模した四面の形状となっている。
武装・装備
バスター・カノン
ショルダークローにマウントまたは手持ち可能なビーム兵器。陽子をプラズマイオン化させ高速射出する荷電粒子砲で、戦艦さえも一撃で轟沈させ得る威力を有する。
ビーム・サーベル
高温の金属プラズマを磁力で収束させる事によって形成される、接近戦用ビーム兵器。
設定画においては腿部のスカート裏面にマウントした姿が確認できる。一方で、漫画作品『新機動戦記ガンダムW G-UNIT オペレーション・ガリアレスト』ではEMFシールドの裏側に格納している。
2基を連結したビーム・ナギナタも存在するほか、設定画では1基ずつショルダークロー先端に装備し、ビームサーベルを形成した姿が確認できる。
EMFシールド
ショルダークローにマウントまたは手持ち可能な対ビーム用シールド。電磁場によるEMFフィールドを展開可能としている。
ショルダー・クロー
通常は両肩部ユニットを形成しているが、展開する事で攻撃用マニピュレーターとして機能する。また、アーム後端にはスラスターを備え、姿勢制御も可能。
さらには機体から分離する事でオールレンジ攻撃兵装として機能し(その際、本体とはワイヤーで接続されている)、クロー先端からは砲撃を行える。
複合センサー・システム
ハイドラガンダムの頭部に存在するマルチセンサー。光学式メインカメラ・質量感知・熱感知・電波感知を行える。
ステルス・ジャマー
サイドスカートに備えられるレーダー妨害装置。
後頭部ビーム砲
後頭部の口部分に備えられたビーム砲。使用時は、後頭部を前面に回転させてから発射する。SDガンダム GGENERATION CROSS RAYSで採用された武装を漫画に逆輸入したもの。

### スコーピオ
『新機動戦記ガンダムW BATTLEFIELD OF PACIFIST』に登場。P3（パーフェクト･ピース･ピープル）の超大型MS。機体名は天蝎宮に由来する。OZの技術士官ツバロフ特佐が廃棄コロニーを改修して造り上げたMD製造プラント「ウルカヌス」に配備された。
2つの形態を持ち、推進力と攻撃力に長けたMA形態から、アーマーパーツを排除して白兵戦に長けたMS形態へ移行する。また、MDとしても運用可能。その巨体ゆえに試作機が1機製造されたのみで開発は中断している。
通常はMDとして稼動しており、ウルカヌスに接近する物には「番犬」として容赦の無い攻撃を仕掛けてくるが、「56WI」と呼ばれる解除コードを送信することで指令系統を支配し、通常のMSとしても運用可能となっている。元来スコーピオの解除コードはツバロフ特佐とデルマイユ公爵しか知らないOZの最重要機密事項だったが、ウルカヌスを制圧しその力を我がものにしようと目論むP3代表ビクター・ゲインツは、OZ二級特佐ブローデンの元に潜入させていた配下のクレメンツを通じウルカヌスに関する情報を入手し、機体の掌握に成功する。しかし、デルマイユ公爵の孫娘であるドロシー・カタロニアから同様の情報を得たヒイロ・ユイ、およびヒイロからウルカヌスの座標位置を知らされたデュオ・マックスウェル、トロワ・バートン、カトル・ラバーバ・ウィナー、さらにブローデンと行動をともにしていた張五飛らが駆る5機のガンダムと遭遇。これと交戦するも敗北し ウイングガンダムゼロのツインバスターライフルによって破壊される。
武装・装備
ビームベイオネット
ビームサーベルとビームライフルを兼ねた装備。MA形態時は両腕に二基装備する。
A.S.プラネイトディフェンサー
MS形態時に左腕に携行する。MA形態時は後部ユニットの裏にマウントしている。
ヒートロッド
MA形態時のみ装備する。
マイクロミサイル
両肩と胸部に10基ずつ装備する。

#### プロトタイプ・スコーピオ
『新機動戦記ガンダムW G-UNIT オペレーション・ガリアレスト』に登場。型式番号 OZ-16MSX-06X。ホワイトファングに接収された工業コロニー・ガリアレストに存在したスコーピオのプロトタイプ。アディン達との交戦後は鹵獲され、有人仕様に改装したうえでロッシェ・トゥナーノの乗機となった。同作を執筆しているときた洸一は自身のTwitterで、カラー画稿を公表している。
武装・装備
両腕には戦艦級の威力を持つビーム砲を装備しており、その下部には高威力の電磁波(ディフェンサーネット)を放つグレネードランチャーを搭載する。これによって敵の動きを封じ、攻撃する戦法を得意とする。また、マイクロミサイルも装備する。

#### サーベラス
『新機動戦記ガンダムW Frozen Teardrop』に登場。型式番号 OZ-20MSX-D。ウルカヌスに残存していたデータを元に開発された後継機。作中ではヴァン・クシュリナーダによって無人の3機がゼロシステムで遠隔操作され、ガンダムエピオンパイと交戦。外部から解除コードを入力され機能を停止している。

## マグアナック隊

### マグアナック
中東諸国が対OZ戦を想定して独自開発した局地戦用MS。「マグアナック」とはタガログ語（ピリピノ）で「家族」の意。機体デザインは石垣純哉（『Endless Waltz』登場のものは不明）。
基本性能はリーオーと変わらないが、局地戦型に近い設計ながらも高い汎用性も有したため、（機体の個体差はあるが）アビリティレベルはリーオーよりも高くなっていた。また、砂漠の多い中東諸国での運用を想定しているため、砂漠などの苛酷な環境に耐えうる汎用性や防塵措置を持ち、砂漠において高い機動性を発揮する。中東諸国はウィナー家と繋がりがあった事から、カトル・ラバーバ・ウィナーの乗機ガンダムサンドロックとの連携を想定して開発されており、地上での作戦ではサンドロックの高い指揮能力下で行動をともにする機会が非常に多い。マグアナック隊は40機のマグアナックで構成されており、ベース機は同一であるが、それぞれが各パイロットによるカスタマイズが加えられている。一方で、「標準機」と呼ばれる機体も見受けられる。マグアナック隊はカトルのサンドロックに付き従い、宇宙戦にも従事。全機が撃破される事なく最終決戦まで生き延びている。
OVA『新機動戦記ガンダムW Endless Waltz』では一瞬だけサンドロックと共にマントを羽織った状態で登場している。カラーリングはテレビシリーズのものが 茶色+黄土色、OVAでは 灰色+額にコブラの徽章。
武装・装備
ヒートトマホーク
マグアナック隊で多くの機体に採用される。ブレード部が高熱化し敵を焼き切る格闘用兵装。投擲も可能。
ビームライフル
中距離用の兵装で、連射性能に優れる。宇宙戦の際は標準装備となった。銃身の上部にセンサー、下部に20発分のエネルギーパックを備える。リーオーを一撃で破壊する威力があった。
シールド
ジョイントパーツを介し、腕部に直接取り付ける。全身を遮蔽可能なサイズで、表面にリアクティブアーマーの増設も可能。
高速強襲装備
『敗栄』で設定されたオリジナル装備。ホバー装置を内蔵した、下半身を覆う着脱式の増加装甲。サンドロックにもほぼ同様の装備が追加可能である。腰部両側面に下記のバリエーション機の大型ライフルが搭載され、装着したまま射撃が可能。

#### バリエーション機
劇中では20体以上のバリエーションが確認でき、うち4機はパイロットが判明している。
ラシード・クラマ機
隊長機として運用される機体で、バルカン砲が増設されている。
アウダ機
左腕にガンダニュウム合金製クローを装備。
アブドゥール機
上半身の装甲の大幅な強化とサブカメラの増設が行われている。
アフマド機
高機動型バックパックへの換装が行われている。
ライフル装備タイプ
左腕部が実弾式のライフルとなっている。パイロットは不明。
大型ライフル装備タイプ
大型のライフルを携行し、バックパックにはビームサーベルを搭載する。パイロットは不明。
ほか、両肩に砲を持つ機体、ターバンを纏った機体なども見られる。また各所に機体番号を示す数字を記入する機体も確認できる。

### オリファント
マグアナックをベースに製造された砲撃用MS。ホバー走行で移動しマグアナックの後方支援を行う。マニピュレーターは持たず、代わりに固定装備の銃器類が機体上部に配されている。
備考
『敗者たちの栄光』では直接登場しないが、脚部パーツを増加装甲兼ウェッポンベイ兼推進ユニットとして加工し、ニューエドワーズ基地襲撃の際にサンドロックとマグアナック隊が運用する。
デザイン担当の石垣いわく、「最初は「普通の重MS」でデザインする予定だったが、池田監督の「戦車のようなイメージ」という言葉を聞き、足して2で割ってできたのがあのデザイン」とのこと。

## マリーメイア軍

### サーペント
OVA『新機動戦記ガンダムW Endless Waltz』に登場。元々は地球圏統一連合正規軍がOZデルマイユ派のMD開発に対抗するべく、X18999コロニーにて開発していたMS。配備前に戦争終結を迎えたことで一旦お蔵入りとなったが、元々本機の開発に資金援助していたバートン財団が同コロニーを接収し、私設軍隊マリーメイア軍の主力機として大量生産した。機体デザインはカトキハジメ。
コンセプト上はリーオーの後継機に相当し、宇宙か地上を問わない高い汎用性を持つ。共通規格を持つ数種類のバックパックを任務に応じて換装可能。また、駆動系に調整幅の広いパーツを用いた事により、宇宙から地上での適応に換装の必要はない。装甲材質にはネオ・チタニュウムを採用し、高い防御力と機動性を発揮する。
武装
肩部8連装ミサイルランチャー
両肩に装備された中型ミサイル。1発でも直撃すればリーオークラスのMSを撃破できる威力を持つ。
ダブルガトリングガン
ガンダムヘビーアームズ改のダブルガトリングガンを基にして作られた火器。本来は別の火器が装備される予定だったが、生産ラインがバートン財団に移行したことで変更された。設定上は、ガンダムヘビーアームズ改のそれとほぼ同等の威力を持つとされている。
実体弾式バズーカ
サーペントが持つ実弾火器で最大の威力を持つ。後方支援などでの運用が想定される。
ビームキャノン
トールギス3のメガキャノンの技術を応用したビーム兵器。大量生産された汎用大型ビーム兵器としては最大級の威力を誇る。砲後部の円形パーツはジェネレーター。
パラシュート
降下用のオプションで、背部に装着される。展開中は戦闘が行えない。
劇中での活躍
X-18999コロニーへの潜入後にバートン財団の兵士となったトロワ・バートンが本機に搭乗し、同じく潜入したデュオ・マックスウェルの搭乗するリーオーと交戦した。
デキム・バートンによるクーデター事件の際、地上の大統領府を占拠するために約500機以上（実際にはその倍ほどの数が増援として来ている）が大気圏再突入船に搭載され、ブリュッセルへの降下に成功する。ブリュッセルではデスサイズヘル、ヘビーアームズ改、サンドロック改の3機のガンダムとトールギスIII、ノインの駆る白いトーラスを迎撃し、多数の被害を出しつつも大統領府への進攻阻止に成功する。

### キャプリコーン
『新機動戦記ガンダムW〜ティエルの衝動〜』に登場。マリーメイア軍の試験・調査用特殊MS。頭部にヒートロッドらしき武装を装備している。本来は有人MSであるが、MDシステムとティエンロンガンダムのゼロシステムの対応によって、外部からの遠隔操作が可能。

## MO-V
以下の機体の詳細は個別項目を参照。
- ガンダムジェミナス
- Dユニット

### ガンダムグリープ
『新機動戦記ガンダムW デュアルストーリー G-UNIT』に登場。ガンダムジェミナス(ガンダムLOブースター)に次ぐ主人公アディン・バーネットの乗機として登場した。
メカニックデザインはビークラフト（現アストレイズ）の阿久津潤一が担当。当初は敵側の機体としてデザインされていたが、新しい主役機が必要となった事から作中の設定で登場している。
設定解説
OZに存在していた可変試作機をベースに、シルヴァ・クラウン（オデル・バーネット）が秘密裏に完成させた。
アディンの父マーク・バーネットが生前に理論を完成させていたプラズマジェットエンジンが採用されている。操縦系統には、パイロットとの神経接続により、機体を自在に制御するMSCS（精神同調型操縦システム）を採用している。搭乗時の通常の操縦システムにもPXシステムを応用しており、機体そのものもアディン専用に調整がなされている。搭載したMSCSとPXシステムによって、操縦時の負担は軽減された。PXオーバードライブによってさらに機体性能を向上させる事も可能だが、その際はパイロットに多大な負担をかける事となる。また、Gユニットに対応しており、ガンダムジェミナスとはパーツの互換性を持つ。
MS形態では運動性を活かした格闘戦能力を発揮し、MA形態では高速機動（宇宙空間で24km/s）とバスターメガ粒子砲による砲撃を行う。また、中間形態アサルトモードでは高い防御能力と敏捷性を発揮する。また、アサルトモードにおいては脚部が展開されるため、接地することで砲撃時の安定性を向上させる事も可能としている。
武装・装備
バスターメガ粒子砲
モビルアーマー形態やアサルトモード時の機首部に装備される。高出力のメガ粒子を放射する大型火器。
ビームランサー
MS形態時の手持ち装備。先端からプラズマビームのブレードを展開する接近戦用の武装。
リフレクトシールド
MS形態では翼状に展開されるシールド。高密度シリコンカーバイドを展開し、反発力によって攻撃を防ぐ。MA形態では機体をこのシールドによって覆うため、ビームを含む攻撃を無効化する堅牢性を発揮する。
ハイパーメガ粒子ランチャー
最終決戦時に使用された。手持ち式の火器で、MA形態では二つに分割し、両脚に設置される。
バリアブル・スラスター
両脚部の脛部に設置される可動式スラスターで、補助推進機や姿勢制御に使用される。
光学式アクティブ・ソナー
MA形態時の機首正面に設置される。特殊な波長の光線を発射し、反射したスペクトルのパターンを解析する事で敵機を感知可能としている。
最終決戦においてはMA形態時の機首パーツを取り外し、手持ち式のシールドのように携行する姿が見られた。
パルス・レーザー通信システム
MS形態時の頭部に装備する。スクランブルシステムを採用したレーザー通信で、リアルタイムの暗号通信が可能となっている。
カナード・スタビライザー
MA形態時に展開する姿勢制用ウイングで、大気圏内での飛行時に機能する。リフレクトシールド両側の2枚と本体股間部1枚の計3枚で構成される。
リアクタージェットエンジン
両脚の大腿部に装備する。星間物質を取り込むことで後方からプラズマジェットを噴射するもので、大気圏の内外を問わずに機能する。
作中の活躍
最終決戦ではPXオーバードライブを使用し、左腕を失いながらもハイドラガンダムを撃破する。Gユニット最終型には本機の下半身が使用される。
最終決戦前を描いた『新機動戦記ガンダムW G-UNIT オペレーション・ガリアレスト』でも活躍するが、ガンダムポリュクス戦で行動パターンを読まれてしまい敗北、機体も継戦不能なダメージを負う。この戦いで、機首パーツと本体を接続するアームが切断され、機首部分はグリープアームズとしてガリアジェミナスに転用された。ガリアレストでの戦いの終結後、パーツは回収されたものの本機の復元は断念され、代替機としてガンダムグリープノーヴィが新たに建造された。

### ガンダムグリープノーヴィ
『新機動戦記ガンダムW G-UNIT オペレーション・ガリアレスト』に登場。型式番号OZ-19MASX-2。OZプライズとの最終決戦に向けて、ガリアレストで戦闘不能となったガンダムグリープに代わる機体としてMO-Vにて開発された機体。グリープと比較して、各部の形状が鋭利になったほか、頭部の装飾も派手になった。アサルトモード、モビルアーマーモードへの変形も継承している。武装は、『DUAL STORY』版のグリープ最終決戦仕様と同じく、ハイパーメガ粒子ランチャーとビームランスを装備。盾部分には、防御フィールドを展開する「ビームディフュージョンシールド」も装備された（アサルトモード・モビルアーマーモード時は、バスターメガ粒子砲の発射口となる）。既存のG-UNITとの互換性は残しており、最終局面の合体G-UNITで活用された。